# Arenaria napuligera
Arenaria napuligera är en nejlikväxtart som beskrevs av Adrien René Franchet. Arenaria napuligera ingår i släktet narvar, och familjen nejlikväxter. Utöver nominatformen finns också underarten A. n. monocephala.